# Borgdorfer See
Der Borgdorfer See ist ein See zwischen den Dörfern Borgdorf und Seedorf in der Gemeinde Borgdorf-Seedorf in Schleswig-Holstein. 
Der See liegt ca. 2 km nordöstlich der Stadt Nortorf, Kreis Rendsburg-Eckernförde, am südwestlichen Rand des Naturparks Westensee. Seine Wasserfläche beträgt annähernd 50 ha, die Wassertiefe bis über 8 m.
Am Borgdorfer See gibt es mehrere Badestellen, z. B. die Badeanstalt in Seedorf. Am nördlichen Ufer liegt ein Campingplatz. Im Westen befinden sich die Überreste der Burg Borgdorf-Seedorf.